# Robert Weisz (Pianist)
Robert Weisz (* 25. Juni 1925 in Arad/Kreis Arad, Rumänien; † 11. Juni 2013 in Québec) war ein ungarisch-kanadischer Pianist und Musikpädagoge.

## Leben
Weisz studierte bis 1947 an der Franz-Liszt-Musikakademie bei Annie Fischer und Béla Böszörmenyi-Nagy und darauf am Conservatoire de musique de Genève bei Dinu Lipatti. 1949 gewann er den Ersten Preis beim Concours de Genève und vervollkommnete dann seine Ausbildung bei Nadia Boulanger in Paris und Myra Hess in London.
Nach einer Konzerttournee durch Südamerika 1951 trat er in den 1950er und 1960er Jahren bei Konzerten in ganz Europa auf. 1963 erhielt er die Schweizer Staatsbürgerschaft. Von 1967 bis 1969 war er Artist in Residence an der Indiana University. Ab 1969 unterrichtete er an der Universität Laval, wo u. a. Jacinthe Couture und Michel Franck bei ihm studierten. 1975 wurde er kanadischer Staatsbürger.
Weisz gab in Kanada zahlreiche Rezitals, trat am Orford Art Centre auf und war Gast in der Fernsehsendung Les Grands Concerts der CBC. Anlässlich des 25. Todestages seines Lehrers Lipatti war er Gastsolist beim Konzert des CBC Quebec Chamber Orchestra. Mit Jeanne Landry bildete er ein Klavierduo, das Werke mit Orchester von Roger Matton (1971), Bela Bartok (1972) und Robert Schumann (1973) spielte, 1975 ein Rezital in der Salle Claude-Champagne gab und 1976  mit dem Orchestre Symphonique de Québec Bohuslav Martinůs Konzert für zwei Klaviere aufführte. Zwischen 1950 und 1952 spielte Weisz Werke von Robert Schumann, Johannes Brahms, Edward Grieg und mit dem Cellisten Paul Tortelier Franz Schuberts Arpeggione-Sonate ein.